# Валеевский
Валеевский (тат. Вәли хуторы) — посёлок в Лениногорском районе Татарстана. Входит в состав Новочершилинского сельского поселения.

## География
Находится в верховье реки Мошкара, в 10 км к северо-западу от города Лениногорска.

## История
Основан в 1840-е годы. В исторических документах известен как Хутор Валеева.
До 1920 года входил в Каратаевскую волость Бугульминского уезда Самарской губернии. С 1920 года в составе Бугульминского кантона ТАССР. С 10 августа 1930 года в Бугульминском, с 10 февраля 1935 года в Ново-Письмянском, с 18 августа 1955 года в Лениногорском районах.
В 1931 году в посёлке был образован колхоз, с 1967 года в составе совхоза «Новочершилинский», с 2003 года — коллективного предприятия «Новочершилинский», в 2005—2015 годах — общества с ограниченной ответственностью «Чулпан».

## Население
| 1897 | 1920 | 1926 | 1949 | 1958 | 1970 | 1979 | 1989 | 2002 | 2010 | 2017 |
| ---- | ---- | ---- | ---- | ---- | ---- | ---- | ---- | ---- | ---- | ---- |
| 56   | 94   | 115  | 108  | 150  | 121  | 69   | 25   | 15   | 27   | 40   |

Национальный состав села — татары.

## Религия
Действует мечеть «Захид Ислам» (с 2016 г.).